# Telebasis leptocyclia
Telebasis leptocyclia là một loài chuồn chuồn kim trong họ Coenagrionidae.
Telebasis leptocyclia được miêu tả khoa học năm 2009 bởi Garrison.